# St Andrews Links
St Andrews Links i byen St Andrews i Fife, Skotland anses for "the home of golf". Det er en af de ældste golfbaner i verden, og golf har været spillet siden 1400-tallet. I dag er der syv offentlige golfbaner: the Balgove, Eden, Jubilee Course, Strathtyrum, New Course, Old Course (som anses for en af de fineste, og bestemt den mest berømte og traditionsrige, baner i verden), samt den nye Castle Course, placeret på klipperne en mile øst for St Andrews og designet af arkitekten David McLay Kidd, som åbnede i juni 2008. St Andrews Links-banerne er ejet af den lokale myndigheder og drives af St Andrews Links Trust, en velgørende organisation. St Andrews er også hjemsted for The Royal and Ancient Golf Club of St Andrews, en af de mest prestigefyldte golfklubber og indtil 2004 den ene af de to regelmyndigheder inden for golf, hvorefter den videregav sin myndighed på dette område til The Royal and Ancient Golf Club of St Andrews.
St Andrews er et populært udgangspunkt for golfturisme, eftersom der er mange links- og hedelandsbaner i området. Få kilometer mod syd finder man Kingbarns' moderne linksbane og den traditionelle Balcomie-links i Crail. Banerne Elie, Lundin, Leven, Scotscraig og Anstruther ligger også i nærheden. Og inden for 45 minutters kørsel ligger endvidere Monifieth, Downfield, Carnoustie og Panmure.

## Offentlige baner

### Balgove Course
The Balgove Course, der er opkaldt efter den gårds jorder, hvorpå den er anlagt, er en 9-hullersbane med en samlet længde på 1520 yards. Den åbnede i 1972 og blev omlagt i 1993.

### Castle Course
The Castle Course åbnede i juni 2008 og er dermed den syvende offentlige bane i St Andrews. Banen har par 71 og måler 6.759 yards fra backtee.

### Eden Course
The Eden Course åbnede i 1914 efter stigende efterspørgsel på spilletider på de eksisterende baner. Den blev designet af Harry Colt, og ændringer fra 1989 af Donald Steel opretholder Colts standarder. Den blev opkaldt efter flodmundingen Eden, som den ligger ved, da overskuddet fra indamlingen af muslinger på det sted en gang udgjorde en vigtig del af St Andrews' økonomi.

### Jubilee Course
The Jubilee Course er den længste af de syv golfbaner. Den blev opkaldt efter Dronning Victorias 60-års regentjubilæum i 1897.
Banen var oprindeligt beregnet til victoriansk klædte damer og andre golfbegyndere, men den har udviklet sig til en af de svære baner i St Andrews Links. Banen anvendes normalt som en prøve for junior- og amatørgolfspillere i British Mid-Amateur Golf Championship og St Andrews Link Trophy.
Den bestod oprindeligt af 12 huller men blev udvidet til 18 huller i 1905. Banen er blev udviklet under ledelse af Willie Auchterlonie, Donald Steel, David Wilson og Graeme Taylor og har nu en længde på 6.745 yards. Jubilee er en af adskillige baner i Skotland, der trues af erosion.

### Strathtyrum Course
The Strathtyrum Course åbnede i juli 1993 og blev den første nye 18-hullersbane i St Andrews i næsten 80 år. Dens navn kommer fra Strathtyrum Estate, som jorden blev købt af.

### Old Course
The Old Course, der anses for at være den ældste golfbane i verden, er mere end 600 år gammel.

### New Course
The New Course ligger ved siden af Old Course og åbnede i 1895.